# Pierre Levée (Poitiers)
Die Pierre Levée (deutsch: Der angehobene Felsen) in Poitiers, Frankreich, ist eine neolithische Megalithanlage und ein vorgeschichtliches Kulturdenkmal. Sie steht auf einem Platz inmitten der Stadt, an der Rue du Dolmen und der Rue de la Pierre Levée, wo einst die Römerstraße von Lemonum (dem antiken Poitiers) nach Avaricum (Bourges) und Lugdunum (Lyon) verlief. Dolmen ist in Frankreich der Oberbegriff für neolithische Megalithanlagen aller Art (siehe: Französische Nomenklatur).
Der Dolmen wird bereits in verschiedenen mittelalterlichen Dokumenten mit unterschiedlichen latinisierten Bezeichnungen erwähnt: Petra-Levata (1299), Petra-Soupeaze (1302), Petra-Suspensa (1322). Eine Karte aus dem Jahr 1302 gibt auch die Stelle an: super dubiam = oberhalb der Dünen (einem Bezirk von Poitiers).
Der Dolmen ist seit dem Jahr 1862, das Gelände um ihn seit 1943 in die Liste der französischen Monuments historiques eingetragen.